# Jack McKinney
Jack McKinney (13 de julho de 1935 - 25 de setembro de 2018) foi um treinador de basquetebol profissional, que treinou três times da National Basketball Association (NBA), Los Angeles Lakers, Indiana Pacers e Kansas City Kings. Em adição, serviu de auxiliar no Milwaukee Bucks e Portland Trail Blazers.